# Ritratto di Samuel Ward
Il ritratto di Samuel Ward è un'opera di Joseph Wright of Derby nella collezione del Derby Museum and Art Gallery in Inghilterra.
Samuel Ward (1732-1820) possedeva alcune proprietà a Derby e a Richmond, in Inghilterra. Da ragazzo fece da assaggiatore per il pretendente giacobita Carlo Edoardo Stuart, venendo ricompensato con un anello di diamanti che ora è nella collezione del Derby Museum and Art Gallery insieme al ritratto.

## Storia

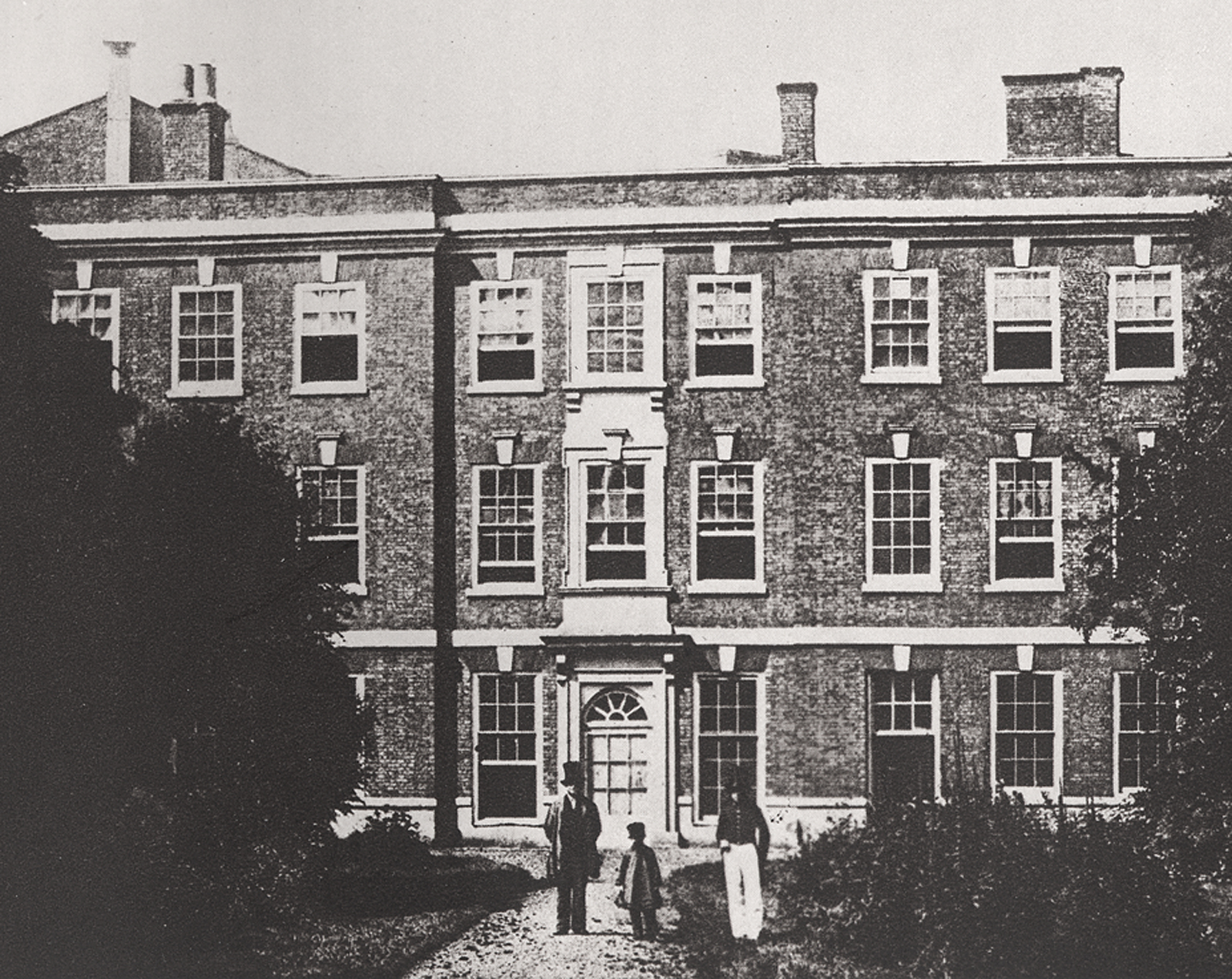
Exeter House

Ward viveva a Derby. Mentre lo Stuart soggiornava nella Exeter House a Derby il 4 dicembre 1745, la madre di Samuel, vedova di un assessore comunale, permise al giovane di fare da assaggiatore al pretendente. Durante il suo breve soggiorno a Derby il Principe prese la decisione di rinunciare alla sua marcia su Londra per conquistare la corona d'Inghilterra. Donò alla madre di Ward un anello d'oro, costituito da un diamante più grande circondato da dieci diamanti più piccoli. La decisione di ritirarsi in Scozia diede agio a Giorgio II di riorganizzare l'esercito, che poi avrebbe battuto quello giacobita nel 1746 nella battaglia di Culloden.
Il dipinto risale a circa il 1781, quando oramai Ward era un affermato uomo d'affari a Derby e fruttò al pittore dodici ghinee . Il dipinto, assieme all'anello di diamanti, rimase proprietà della famiglia Ward fino alla morte di Sarah Ward nel 1947 , per volere della quale fu donato alla Derby Art Gallery.